# Werner Mäder
Werner Mäder (* 1943) ist ein deutscher Jurist. Er veröffentlichte juristische und gesellschaftspolitische Schriften.

## Leben
Mäder studierte Rechtswissenschaften von 1962 bis 1968 an der Universität Münster und der FU Berlin. Er wurde als Student Mitglied der Burschenschaft Salingia Halle zu Münster, der heutigen Alten Halleschen Burschenschaft Rhenania-Salingia zu Düsseldorf, der er heute als Alter Herr angehört. Bis 1971 war er Referendar im Bezirk des Kammergerichts Berlin und Landgerichts Dortmund. Bis 2000 stand er im Dienste des Landes Berlin. Seit 1984 war er in leitenden Stellungen tätig (leitender Senatsrat); zuletzt EG-Beauftragter. Seit 2001 ist er freier Justitiar und Rechtsanwalt.

## Schriften (Auswahl)
- Sozialpolitik und Sozialrecht der Europäischen Gemeinschaft. Entwicklungen auf dem Weg zu einer Sozialunion (= Bausteine Europas. Interdisziplinäre Schriftenreihe der Brüsseler Forschungsstelle für Mehrsprachigkeit. Band 1). Dümmler, Bonn 1992, ISBN 3-427-64991-1 (zugleich Dissertation, FU Berlin 1991).
- Integrations- und Gesundheitspolitik der Europäischen Gemeinschaft (= Bausteine Europas. Band 7). Dümmler, Bonn 1994, ISBN 3-427-64981-4.
- Peter H. Nelde, der Europäer. Eine Festgabe donum natalicium Peter H. Nelde (= Bausteine Europas. Sonderband 1). Dümmler, Bonn 1997, ISBN 3-427-64941-5.
- Europa ohne Volk – Deutschland ohne Staat (= Bausteine Europas. Band 6). Dümmler, Bonn 1999, ISBN 3-427-64921-0.
- als Herausgeber mit Peter H. Nelde: Migration und Integration (= Bausteine Europas. Band 7). Asgard-Verlag, Sankt Augustin 2001, ISBN 3-427-64911-3.
- Kritik der Verfassung Deutschlands. Hegels Vermächtnis 1801 und 2001 (= Beiträge zur politischen Wissenschaft. Band 123). Duncker & Humblot, Berlin 2002, ISBN 3-428-10817-5.
- mit Johann Wipfler: Wendezeiten – Kulturschaffende im neuen Europa. Zur Versorgungsdiskriminierung von Ballettänzern aus der DDR (= Bausteine Europas. Sonderband 4). Asgard-Verlag, Sankt Augustin 2004, ISBN 3-537-86502-3.
- Vom Wesen der Souveränität. Ein deutsches und ein europäisches Problem (= Beiträge zur politischen Wissenschaft. Band 145). Duncker & Humblot, Berlin 2007, ISBN 3-428-12496-0.
- Freiheit und Eigentum aus Neuerer Zeit (= Beiträge zur politischen Wissenschaft. Band 168). Duncker & Humblot, Berlin 2011, ISBN 3-428-13598-9.
- Zweiheit statt Einheit. Versorgungsüberleitung Ost (= Beiträge zur politischen Wissenschaft. Band 183). Duncker & Humblot, Berlin 2015, ISBN 3-428-14534-8.
- Die Zerstörung des Nationalstaates aus dem Geist des Multikulturalismus. Ares, Graz 2015, ISBN 3-902732-44-X.